# Lamine Sidimé
Lamine Sidimé (* 1944) war von 1999 bis 2004 Premierminister von Guinea.

## Jurist
Sidimé studierte Rechtswissenschaft in Paris. 1980 wurde er an die Universität von Dakar berufen. Nach dem Sturz des langjährigen autoritär herrschenden Präsidenten Ahmed Sékou Touré kehrte er 1984 in seine Heimat zurück und war an der Universität der Hauptstadt Conakry tätig. Seit 1985 ist er Professor für Privatrecht.
1990 gehörte er der Kommission an, die eine neue Verfassung ausarbeitete, die 1991 in Kraft trat. Der seit 1984 regierende autoritäre Präsident Lansana Conté ernannte ihn 1992 zum Präsidenten des obersten Gerichts (Cour Suprême) des Landes.

## Politische Laufbahn
Sidimé gehört zu Contés Partei Parti de l'Unité et du Progrès (PUP), die in den Parlamentswahlen im Juni 1995 71 der 114 Sitze errang. Am 8. März 1999 wurde er zum Premierminister ernannt. Ein Schwerpunkt seiner Regierungsarbeit war eine Liberalisierung der Wirtschaft und die Privatisierung von Staatsbetrieben. Die Parlamentswahlen am 30. Juni 2002 gewann seine Partei mit 85 der 144 Sitze, wobei der Ausschluss des Spitzenkandidaten der Opposition, Alpha Condé, zu einem Wahlboykott eines Teils der Opposition führte.
Sidimé trat am 23. Februar 2004 von seinem Amt zurück, um dem Präsidenten eine Kabinettsumbildung zu ermöglichen.
Am 1. August 2005 wurde er ein zweites Mal zum Präsidenten des obersten Gerichts ernannt.